# Cadillac Assembly Line
«Cadillac Assembly Line» — сингл Альберта Кінга, випущений лейблом Utopia в 1976 році. Пісня увійшла до альбому під назвою Truckload of Lovin' та посіла 40 місце в хіт-параді R&B Singles.